# 51 Dywizjon Pancerny

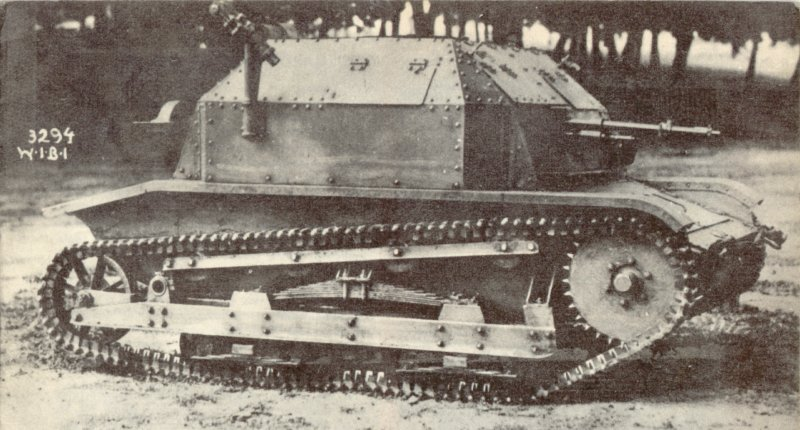
czołg TK-3

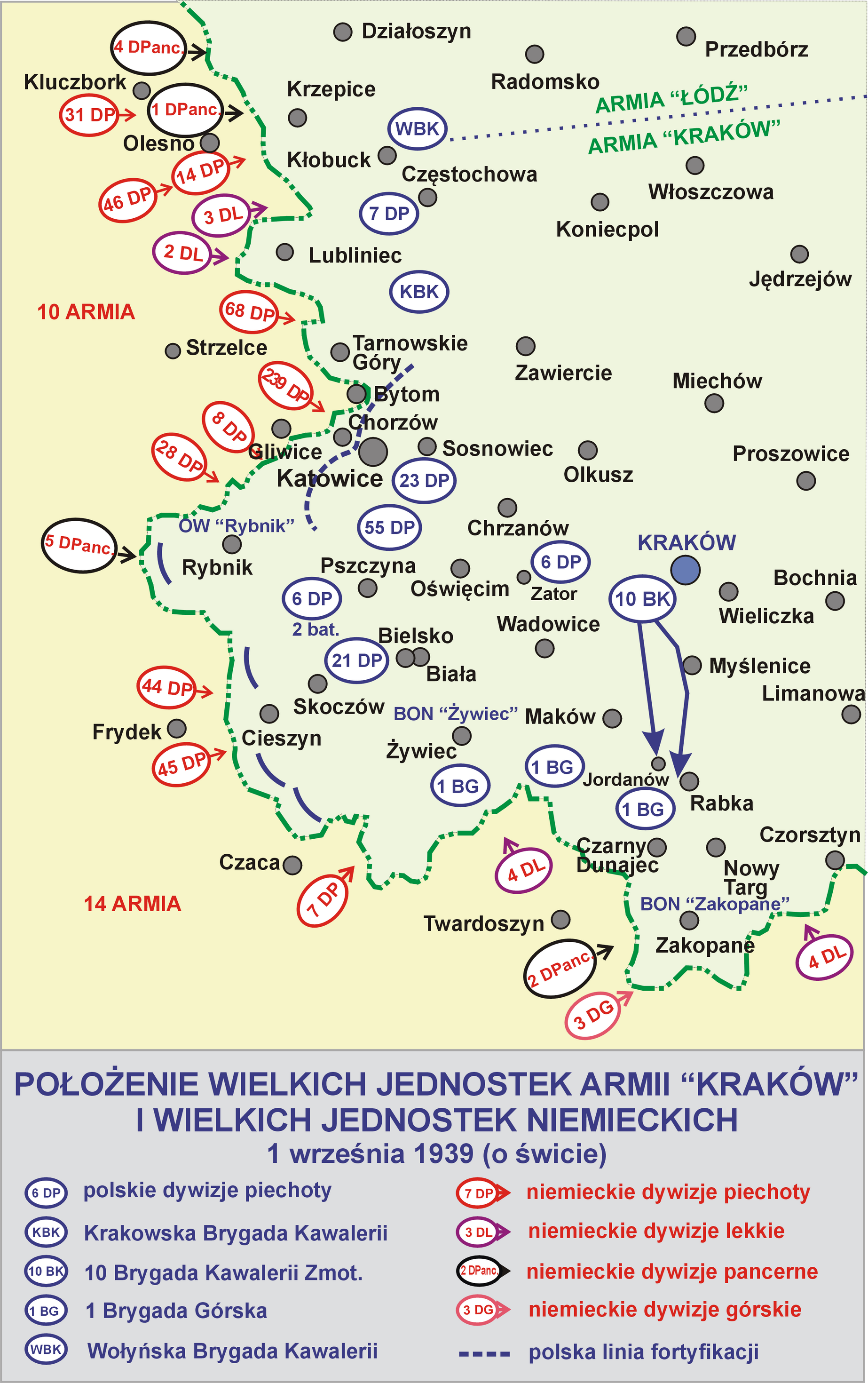
Dywizjon walczył w składzie Krakowskiej Brygady Kawalerii

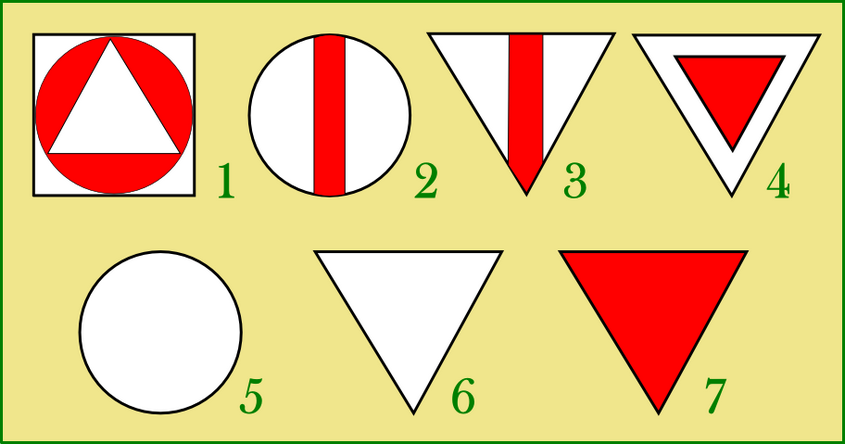
Znaki taktyczne malowane na czołgach lekkich i rozpoznawczych

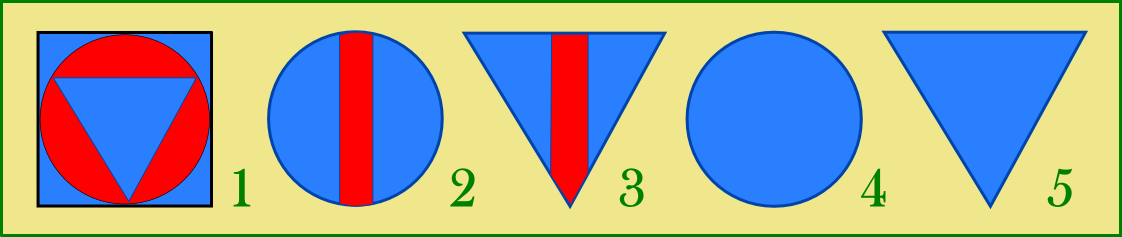
Znaki taktyczne malowane na pojazdach pancernych

51 Dywizjon Pancerny – pancerny pododdział rozpoznawczy Wojska Polskiego II Rzeczypospolitej.

## 51 dpanc w kampanii wrześniowej

### Mobilizacja
Dywizjon nie występował w pokojowej organizacji wojska. Został sformowany w podczas mobilizacji alarmowej w dniach 24–25 sierpnia 1939 roku, w Krakowie dla Krakowskiej Brygady Kawalerii w grupie jednostek oznaczonych kolorem żółtym, w czasie A+24. Jednostką mobilizującą był 5 batalion pancerny.
Wieczorem 25 sierpnia wyruszył do rejonu ześrodkowania Krakowskiej BK i stanął na postój w folwarku we wsi Lubsza. Od 29 sierpnia wraz z 3 pułkiem ułanów stanowił oddział wydzielony brygady, wysunięty został na przedpole pasa obrony brygady w rejonie Koszęcin, Lubsza. W ostatnich dniach sierpnia 1939 z Państwowych Zakładów Inżynierii do dywizjonu przybyły 4 czołgi rozpoznawcze TKS zapasu kategorii  A z zamontowanymi nowymi 20 mm nkm wz.38 FK-A, w zamian za odesłane 23 sierpnia do PZInż. 4 czołgi TK-3.

### Działania bojowe

#### Walki odwrotowe w składzie Krakowskiej Brygadzie Kawalerii
Rano 1 września na odcinek obsadzony przez Krakowską BK rozpoczęła natarcie niemiecka 2 Dywizja Lekka. Rzut bojowy dywizjonu znalazł się w Koszęcinie, zajął stanowiska przy przejeździe kolejowym na skraju lasu Bagno. Wydzielony I pluton szwadronu samochodów pancernych, wzmocnił wysunięty punkt oporu Kalety obsadzony przez pododdziały 3 puł., bronił on wraz z ułanami przeszkody wodnej na rzece Mała Panew. Po krótkiej potyczce pluton samochodów pancernych wycofał się do sił głównych dywizjonu. W godzinach południowych dywizjon uderzył na nieprzyjaciela przechodzącego przez skrzyżowanie dróg w pobliżu miejscowości Piasek na szosie Częstochowa-Tarnowskie Góry. Natarcie 51 dywizjonu pancernego powstrzymało posuwanie się oddziałów niemieckich, dywizjon poniósł straty poległ jeden podoficer, a ranny został kpt. Jan Rusinowski. Dowództwo szwadronu samochodów pancernych objął por. Leopold Schreiner. W późnych godzinach popołudniowych szwadron czołgów rozpoznawczych stoczył walkę ogniowa z dwoma kompaniami niemieckich czołgów lekkich pod Koszęcinem, szwadron unieruchomił dwa niemieckie czołgi lekkie ogniem 20 mm nkm. W trakcie walk tego dnia utracono nie mniej niż jeden z czołgów TKS.   
W nocy 1/2 września 51 dywizjon wraz z Krakowską BK przegrupował się do nowego rejonu obrony, stanął na postój we wsi Głazówka pod Woźnikami w pobliżu stanowiska dowodzenia brygady. 2 września Krakowska BK prowadziła działania opóźniające przeciwko niemieckiej 2 DLek., sukcesywnie wycofując się za rzekę Warta, po osi Woźniki-Żarki-Myszków-Zawiercie. Szwadron samochodów pancernych wspierał 3 puł. prowadzący działania opóźniające na kierunku Woźniki-Zawiercie. Szwadron czołgów rozpoznawczych współdziałał z 5 szwadronem kolarzy prowadzącym działania opóźniające po osi Czarny Las-Siedlec-Nadwarcie. Niemiecki nalot bombowy na Żarki doprowadził do strat, w przebywających w tym czasie w miasteczku siłach głównych dywizjonu. Dywizjon poniósł straty w poległych, rannych i sprzęcie. Wśród poległych był ppor. rez. Zygmunt Kurczak ze szwadronu samochodów pancernych, a ranny został kpt. Edward Herbert dowódca szwadronu czołgów rozpoznawczych, dowództwo szwadronu przejął por. Kazimierz Wenda. Po tych stratach dywizjon przesunięto do odwodu brygady, celem odtworzenia gotowości bojowej. Po południu 51 dywizjon pancerny zajął stanowiska obronne w rejonie skrzyżowania dróg we wsi Kotowice, zamykając drogi do Szczekocin i Zawiercia. W nocy 2/3 września ubezpieczenia dywizjonu ostrzelały przypadkowo zbliżające się do skrzyżowania pododdziały batalionu ON „Lubliniec”. Po tym starciu batalion Obrony Narodowej uległ rozproszeniu i już nie dołączył do Krakowskiej BK.  
Od rana 3 września dywizjon prowadził działania opóźniające na kierunku Zawiercie-Szczekociny, będąc w straży tylnej brygady. W trakcie tych działań dywizjon starł się z patrolem pancerno-motorowym niemieckiego 7 pułku rozpoznawczego z 2 DLek. W trakcie walki dywizjon zdobył niemiecki samochód pancerny, a w nim plan działań taktycznych niemieckiej dywizji. W południe dywizjon wkroczył do Szczekocin i otrzymał zadanie obrony miasta wraz z 8 pułkiem ułanów. Wydzielony pluton czołgów ze szwadronu czołgów rozpoznawczych opóźniał działanie oddziałów niemieckich wraz z 5 pułkiem strzelców konnych po osi Żarki-Kotowice-Pradła. Wobec wysadzenia mostu na Pilicy przez polskich saperów w Szczekocinach, dywizjon przeprawił się przez rzekę w bród. Dywizjon wycofywał się w kierunku Goleniowy-Słupia-Sędziszów. Około godz.22.00 napotkano niemiecki pluton samochodów pancernych w składzie 3 samochodów pancernych patrolujących drogę Słupia-Sędziszów. Rozkazem mjr. Henryka Świetlickiego szwadron samochodów pancernych zorganizował zasadkę koło Nowej Wsi, oślepiając pojazdy niemieckie reflektorami przed zaporą drogową, ogniem szwadronu zniszczono trzy niemieckie samochody pancerne. Do plutonu techniczno-gospodarczego skierowano zdobyty podczas patrolowania niemiecki samochód pancerny z 2 DLek. Pojazd ten podczas holowania, zerwał się z holu i został spalony koło wsi Żebrówek. 
4 września siły główne 51 dywizjonu wraz z plutonem techn.-gosp. w składzie 12 wozów bojowych wycofały się z 8 puł. w kierunku Nagłowic. Z siłami głównymi Krakowskiej BK współdziałał pluton czołgów ze szwadronu czołgów rozpoznawczych. Pozbawiony wsparcia plutonu techniczno-gospodarczego, głownie w paliwo miał ograniczone możliwości działania. Dalsze jego losy są nieznane.

#### Walki odwrotowe w składzie Południowego Zgrupowania Armii „Prusy”
5 września o świcie dywizjon przejechał przez Kielce wraz z 85 motorową baterią przeciwlotnicza i stanął na postój w lesie pod wsią Dąbrowa, gdzie przybył o godz.7.00. Został podporządkowany dowódcy Grupy „Kielce” płk. dypl. Kazimierzowi Glabiszowi. Pobrano z magazynów żywność oraz z fabryki granaty ręczne. Po godz.16.00 pluton samochodów pancernych wziął udział w wypadzie na pododdziały niemieckie z 2 DLek. na szosie z Chęcin obok zapory w pobliżu wsi Karczówka, gdzie ogniem plutonu unieruchomiono dwa niemieckie samochody pancerne. Dywizjon patrolował na południowy zachód od miasta. O godz.18.30 pluton techn.-gosp. odjechał do lasu koło Ochmanowa. Rzut bojowy dywizjonu po godz.19.00 wspierał w obronie ogniem broni pokładowej I batalion 154 pułku piechoty broniącego się pod wsią Dąbrowa, W trakcie walki na szosie z Kielc zniszczono niemiecki czołg z 2 DLek. Po walce dywizjon przeszedł do odwodu i wkrótce potem rzut bojowy dywizjonu dotarł do lasu koło Ochmanowa. 
6 września 51 dywizjon pancerny dotarł do oddziałów Zgrupowania Południowego Armii Prusy, tego dnia około godz.16.00-17.00 wziął udział w odrzuceniu niemieckich pododdziałów przy wsparciu 85 motorowej baterii artylerii przeciwlotniczej Krakowskiej BK, na zajęte przez pododdziały niemieckie stanowiska 7 baterii haubic 55 pułku artylerii lekkiej znajdującą się na przedpolu stanowisk dywizjonu. Kontratak pojazdów pancernych i użytego w charakterze piechoty stanu osobowego pozostałych żołnierzy dywizjonu uratował haubice 7 baterii. W trakcie walki utracono dwa czołgi rozpoznawcze, a wspierająca 85 motorowa baplot.  2 ciągniki C2P, przy pomocy których i pojazdów dywizjonu wyciągano spod ognia niemieckiego odbite działa na tyły pozycji polskich.   
7 września czołgi rozpoznawcze dywizjonu opóźniały marsz oddziałów niemieckich między Łączną, a Skarżyskiem Kamienną, pod Suchedniowem stoczyły potyczkę z patrolem pancerno-motorowym 2 DLek. W miejscowości Gózd utracono drugi z czołgów TKS z nkm FK-A. Szwadron samochodów pancernych patrolował przedni skraj obrony Grupy „Kielce”. Pluton techn.-gosp. pobrał 8000 litrów benzyny na stacji kolejowej w Skarżysku. Wieczorem dywizjon przeszedł do odwodu 12 Dywizji Piechoty. W nocy 7/8 września rozkazem gen. bryg. Stanisława Skwarczyńskiego 51 dywizjon przeszedł do jego dyspozycji i ześrodkował się w lesie koło wsi Jasieniec.

##### Udział w bitwie pod Iłżą
8 września 51 dywizjon uczestniczył w składzie Zgrupowania gen. Skwarczyńskiego w bitwie pod Iłżą. Po południu patrolował szosę Iłża-Lipsko prowadząc potyczki z podchodzącymi oddziałami niemieckiego 9 pułku strzelców kawalerii ze składu 3 Dywizji Lekkiej. W trakcie walk z pododdziałami niemieckimi poległo 2 żołnierzy dywizjonu, a kilku odniosło rany, utracono 2 czołgi rozpoznawcze i 2 samochody pancerne. Jako sprawne pozostały 4 czołgi i 4 samochody pancerne. W dywizjonie zaczęło brakować amunicji dla broni pokładowej pojazdów pancernych. Po południu dywizjon patrolował drogi od wsi Pastwiska do Iłży, o godz.16.30 we wsi Błaziny zaskoczył stojące samochody i motocykle niemieckiego 7 pułku strzelców kawalerii z 2 DLek., które zostały ostrzelane przez pojazdy pancerne dywizjonu, a także przez artylerię i broń maszynową pododdziałów z 3 Dywizji Piechoty Legionów. Oddział niemiecki wycofał się rezygnując z dalszych działań mających na celu okrążenie Iłży. Samochody pancerne powróciły do broniącej się Iłży. Wieczorem pozostałość Zgrupowania gen. Skwarczyńskiego podjęła próbę przebicia się ku Wiśle. Jako oddział uderzeniowy został wyznaczony I batalion 9 pułku piechoty Legionów wsparty jadącymi w wraz z nim 4 pozostałymi wozami bojowymi 51 dywizjonu pancernego. Pod wsią Piłatka oddział uderzeniowy wszedł na rozwinięty do walki niemiecki 9 pułk strzelców kawalerii z 3 DLek., podczas walki o przełamanie niemieckiej obrony na walczące polskie pododdziały wyszedł niemiecki kontratak, wsparty niemieckimi pojazdami pancernymi, który załamał natarcie polskich oddziałów. 
9 września rano w potyczce ogniowej z niemieckimi wozami bojowymi 51 dywizjon pancerny stracił ostatnie posiadane pojazdy bojowe. W walce tej poniesiono straty osobowe, wśród poległych był ppor. rez. Leonard Bigaj-Mianowski. Spieszone załogi, wraz z pozostałymi żołnierzami dywizjonu w szyku pieszym skierowały się ku Wiśle. Z dniem 9 września 51 dywizjon pancerny przestał istnieć jako zorganizowana jednostka bojowa. 
11 września około 50 żołnierzy dywizjonu dotarło do Lublina, gdzie zostali włączeni w skład Ośrodka Zapasowego Broni Pancernych nr 2. 
Pojedynczy czołg rozpoznawczy ze składu 51 dywizjonu walczył w grupie mjr. Józefa Pelca w dniu  8 września podczas walk w rejonie lasu Dąbrowa, pod Strugą i Anusinem na południowy wschód od Ciepielowa. W trakcie tych walk czołg został zniszczony. 

### Organizacja i obsada personalna dywizjonu we wrześniu 1939
Dowództwo (poczet dowódcy) (1 samochód pancerny wz.1934 II)
- dowódca – mjr br. panc. Henryk Kazimierz Świetlicki
- adiutant – por. br. panc. Ludomił Ślaski
- kwatermistrz - p.o. por. Roman Proszek
- płatnik – por. rez. int. Karol Bartoszek

szwadron czołgów rozpoznawczych nr 51 (9 czołgów TK-3+ 4 czołgi TKS z 20 mm nkm wz.1938 FK )
- dowódca szwadronu – kpt. br. panc. Edward Franciszek Stanisław Herbert †1940 Katyń[14]
- dowódca I plutonu – por. br. panc. Kazimierz Wenda
- dowódca II plutonu – ppor. br. panc. rez. Leonard Mianowski-Bigay[15] († 9 IX 1939[16])

szwadron samochodów pancernych nr 51 typ A (7 samochodów pancernych wzór 1934-II)
- dowódca szwadronu – kpt. br. panc. Jan Rusinowski (ranny 1 IX 1939[16])
- dowódca I plutonu – por. br. panc. Leopold Schreiner
- dowódca II plutonu – ppor. br. panc. rez. Zygmunt Karol Kurczak († 2 IX 1939[16])

pluton techniczno-gospodarczy
- dowódca plutonu – por. br. panc. Roman Proszek